# 手紙 (由紀さおりの曲)
「手紙」（てがみ）は、1970年7月5日に発売された由紀さおりのシングル。

## 解説
1970年暮れの『第12回日本レコード大賞』では歌唱賞を受賞。大晦日の『第21回NHK紅白歌合戦』でも本楽曲が歌唱され、前年の第20回に続いて2年連続出場を果たし、以降1970年代の紅白常連歌手となった。
後年、日本テレビ系『速報!歌の大辞テン』で本楽曲がランクインした際、由紀がVTRでゲスト出演し、「（風変わりな『夜明けのスキャット』のヒットにより）当時、自分はキワモノ的な存在だったので、この曲がヒットしてホッとしたのを覚えている」という旨のコメントをした。別の回では「この曲がヒットしたことにより私もやっと（夜明けのスキャットだけの）一発屋でなくなってホッとした」ともコメントしている。
シングルレコードの売上枚数は約70万枚。
前述の通り『第21回NHK紅白歌合戦』で披露されたが、由紀さおりが本作を歌唱する箇所のフィルム（キネコ）が欠落しており、NHKに現存していないものとみられる。

## 歌い方の変化
- 出だしの「死んでもあなたと」の部分であるが、オリジナル版レコードでは、「しーんでもあなたーと」と歌っているが、1990年代ごろから「しーんでもあなたとー」と歌い方を変えている。
- オリジナル版レコードでは二番の最後の「涙で綴り終えたお別れの手紙」をリピートしてエンドレス・フェイドアウトで歌っているが、テレビ番組やライブコンサートなどで歌う時は2回リピートするのみである。

## 収録曲
1. 手紙 [02:55]
作詞：なかにし礼／作曲・編曲：川口真
2. 女に生れて悲しくて [02:55]
作詞：山上路夫／作曲：鈴木邦彦／編曲：渋谷毅

## カバー
- 黛ジュン　(1970年、アルバム『自由の女神』に収録)
- 朝丘雪路 (1970年、アルバム『男・女・経験　雪路ビッグ・ヒットを唄う』に収録)
- 奥村チヨ  (アルバム『チヨの片想い』に収録)
- 石田ゆり  (1971年、アルバム『悲しみのアリア』に収録)
- 秋ひとみ（1980年、アルバム『想い』に収録）
- 森昌子（1986年、アルバム『森 昌子 十五周年記念 日本のうた』に収録）
- 篠原涼子（1991年、東京パフォーマンスドールのアルバム『Cha-DANCE Party Vol.2』に収録）
- O's（2007年、カバーアルバム『COVER's』に収録）
- ジュディ・オング（2012年、アルバム『ラスト・ラブ・ソングズ〜人には言えない恋がある〜』に収録）
- 城之内早苗（2013年、アルバム『城之内早苗ベストアルバム 』に収録）
- 秋元順子（2013年、アルバム『Dear Songs 〜夢をつないで〜』に収録）
- 桑田佳祐（2013年、AAAイベント『昭和八十八年度! 第二回ひとり紅白歌合戦』でカバー）
- 石原詢子（2014年のCD-BOX『石原詢子 時代のうた』、2015年のアルバム『我がこころの愛唱歌II 〜人情と活気に溢れてたあの時代〜』に収録）
- 市川由紀乃（2018年、アルバム『唄女Ⅲ〜昭和歌謡コレクション&阿久悠作品集』に収録）

## 関連作品
- Complete Single Box - 由紀さおりのベスト・アルバム
- 青春歌年鑑 1970 BEST30
- 手紙日和2 想い出の扉